# Richard Chartres
Richard Chartres (né le 11 juillet 1947 à Ware dans le Hertfordshire) est un ecclésiastique anglais de confession anglicane. Après avoir occupé la chaire de théologie du Gresham College de 1987 à 1992, il est devenu évêque de Stepney, suffragant du diocèse de Londres. De 1995 à 2017, il est évêque de Londres. Il occupe à ce titre le troisième rang dans la hiérarchie de l'Église d'Angleterre.

## Biographie
Après avoir fait ses premières études à la Hertford Grammar School, il entre au Trinity College de l'université de Cambridge pour se spécialiser en histoire.
Ordonné prêtre en 1973, il a un premier poste de prêtre assistant à Bedford. Il est ensuite chapelain de Robert Runcie, d'abord dans sa fonction d'évêque de St Albans, puis de 1980 à 1984 lorsqu'il est archevêque de Canterbury.
En 1984, il entre au service du diocèse de Londres, où il est responsable des ordinands. Parallèlement, il occupe la chaire de théologie du Gresham College, qui propose des conférences publiques et gratuites. Il est consacré évêque de Stepney en 1992, de Londres en 1995.

## Évêque de Londres
Lors du départ de l'archevêque de Canterbury, George Carey, en 2002, Richard Chartres est cité parmi les favoris. C'est pendant cette période qu'il annonce qu'il a cessé d'être opposé à l'ordination des femmes au sacerdoce ou à l'épiscopat. Les commentateurs considèrent que cela augmente grandement les chances de ce candidat réputé conservateur. C'est néanmoins Rowan Williams, vu comme très libéral, qui se verra attribuer le poste. Chartres était critiqué pour son installation de Martin Sargeant.https://www.london.anglican.org/wp-content/uploads/2024/05/LDF-Fraud-Enquiry-Final-Report-anonymised.pdf[pas clair]

### Rôle auprès de la famille royale
Richard Chartres est depuis 1996 doyen de la Chapel Royal. À ce titre, il est considéré comme très proche de certains membres de la famille royale britannique, et notamment de Charles, prince de Galles dont il fut le condisciple à Cambridge. En 1996, il dirige une veillée de prière autour du cercueil de la princesse de Galles Diana Spencer au palais de Kensington, mais ne participe pas aux obsèques. Il est un des exécuteurs testamentaires de la princesse, et sera critiqué pour la façon dont il a rempli son rôle,. Il intervient à nouveau lors de la célébration du dixième anniversaire du décès, alors que les critiques ne sont pas éteintes.
Richard Chartres officie au côté de l'archevêque de Canterbury Rowan Williams lors du mariage du prince William et de Catherine Middleton ; il est chargé de prononcer l'homélie.

### Défense de l'environnement
Au sein de la hiérarchie de l'Église d'Angleterre, l'évêque de Londres est considéré comme une des personnalités les plus en pointe sur les questions environnementales. Il est notamment impliqué dans la campagne Shrinking the footprint qui vise à réduire de 60 % les émissions de carbone dues à l'activité de l'Église d'ici 2050, objectif parallèle à celui affiché par le gouvernement. Il s'est également élevé contre les personnes qui faisaient « des choix égoïstes tels que prendre l'avion pour les vacances ou acheter une grosse voiture », attitude qu'il qualifie de « symptômes de péché ». Cette charge lui vaut une réplique ironique du PDG de Ryanair qui y voit une manœuvre pour « remplir ses églises vides », mais aussi des critiques concernant ses propres déplacements professionnels. Pour montrer qu'il faut prêcher par l'exemple, il entreprend un "jeûne" d'un an de tout transport aérien. Il est également devenu végétarien.